# اگنتا اندرسن

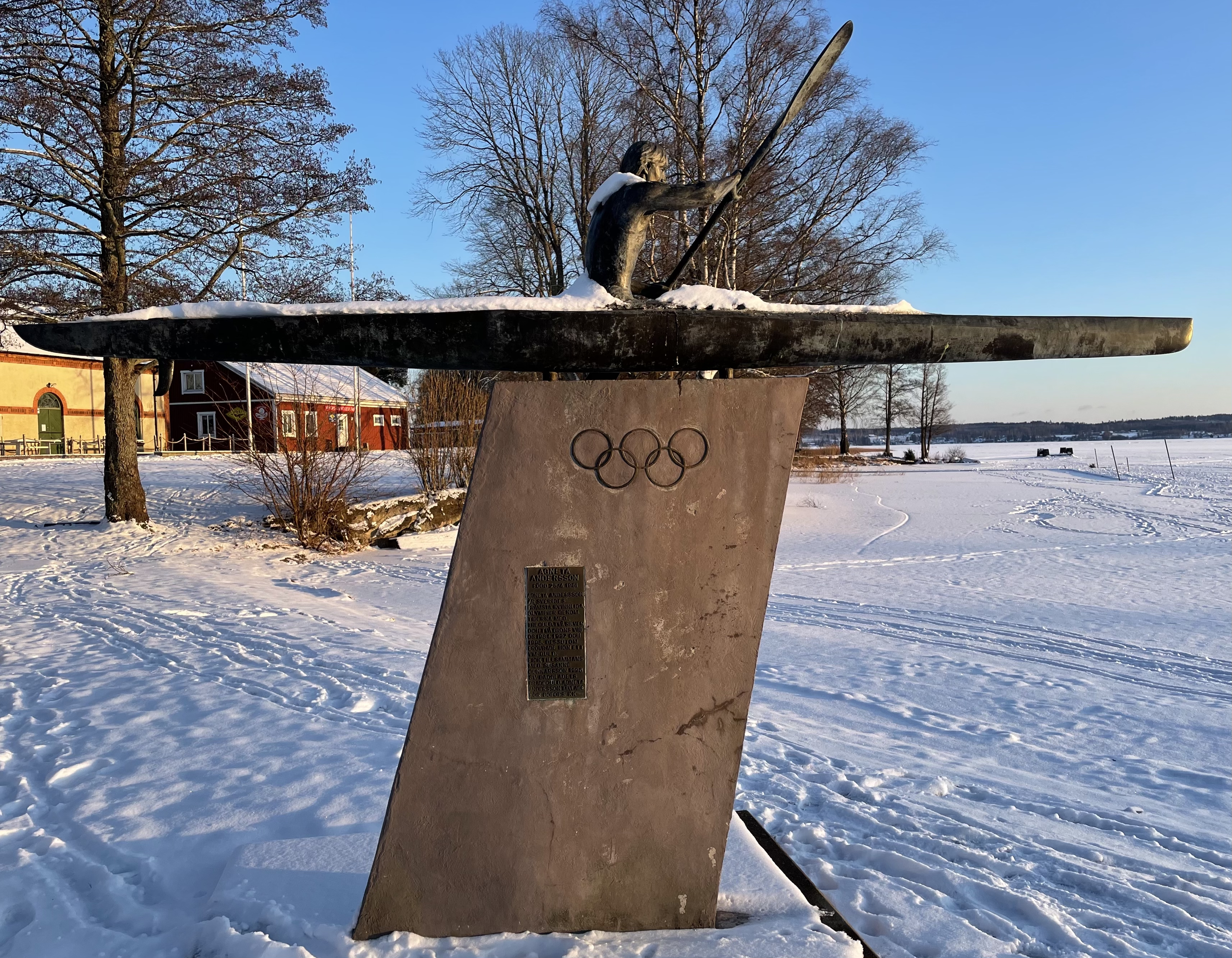
مجسمهٔ یادبود اگنتا اندرسن در کلسکوگا - ۲۰۲۱

اگنتا اندرسن (سوئدی: Agneta Andersson) (۲۵ آوریل ۱۹۶۱ ‏- 	۸ اکتبر ۲۰۲۳) قایقران اهل سوئد در رشته کانو است. وی در بین سال‌های ‎۱۹۸۴ تا ۱۹۹۶ میلادی در مسابقات بازی‌های المپیک تابستانی در مجموع ۷ مدال، شامل ۳ مدال طلا و ۲ نقره و ۲ برنز را کسب کرد.